# Jul i Blodfjell
Jul i Blodfjell är en norsk komediserie och julkalender som gick på TVNorge 2017 och 2019. Den producerades av Seefood TV för TVNorge. 
I första säsongen samlas storfamiljen Soot på ett högfjällshotell där de måste stanna tills julafton eftersom de vill ha sin andel av arvet från sin gamla farbror.
Serien nominerades till fackprisen bästa kostym/smink inför Gullruten 2018 (Michelle Johansson, Hanne Iveland Henriksbø).

## Rollista
| Roll                     | Skådespelare                   |
| ------------------------ | ------------------------------ |
| Svein Soot               | Trond Fausa Aurvåg             |
| Nanna                    | Ine Jansen                     |
| Toffen                   | Atle Antonsen                  |
| Putti/Siri/Farbror Rune  | Kevin Vågenes                  |
| Chris                    | Jon Øigarden                   |
| Jack                     | Fridtjov Såheim                |
| Liv                      | Lene Kongsvik Johansen         |
| Konrad                   | Ragnar Holen                   |
| Konstanse                | Inger Teien                    |
| Timian                   | Jakob Schøyen Andersen         |
| Cassandra                | Turid Gunnes                   |
| Gabriel                  | Mathias Luppichini             |
| Glenn-Erik               | Amund Sigurdssønn Karlsen      |
| Advokat Krantz           | Sigmund Sæverud                |
| Frk. Rogne               | Christin Smit                  |
| Ivar                     | Amir Asgharnejad               |
| Gard                     | Ivar Lykke                     |
| Natascha                 | Marina Osmundsvaag             |
| Lykke                    | Anne Linh Berg                 |
| Jens-Johannes            | Espen Rognlien                 |
| Babben                   | Inger Johanne Korp             |
| Tvillingarna Mona & Mina | Mona Pedersen & Linda Pedersen |
| Moster Ruth              | Line Beck                      |
| Tiril                    | Anne Mari Nystuen              |
| Bjørn                    | Lasse Espelid                  |
| Postchefen               | Kim Bodnia                     |
| Polis 1                  | Kyrre Haugen Sydness           |
| Polis 2                  | Jørgen Langhelle               |
| Vaktmästaren             | Øivind Bjerke                  |

## Inspirationskällor
Manusförfattarna Christopher Pahle och Martin Zimmer har hämtat inspiration till karaktärer och scener från en rad kända filmer och TV-serier.

### Karaktärer
- Svein baseras på Harry Hole och Varg Veum.[3]
- Nanna baseras på Saga Norén från Broen och Sara Lund från Brottet.
- Timjan baseras på Danny från skräckfilmen The Shining.
- Tvillingarna kommer från skräckfilmen The Shining.
- Konstanse baseras på Violet Crawley från den brittiska dramaserien Downton Abbey.[4]
- Chris har inspirerats av skådespelaren Mickey Rourke.[3]
- Scorpio har inspirerats av Lisbeth Salander från Millennium-trilogin.[5]
- Finn Stålesen har inspirerats av polisen Eirik Jensen.

### Scener och referenser
- Scenen där Chris (Jon Øigarden) och Jack (Fridtjov Såheim) håller Konrad mellan sig och Chris berättar Jack om sina känslor för den är inspirerad av Noora och William i ungdomsserien Skam. Repliken «Ju mera motstånd du ger mig, ju mera keen blir jag på dej» är nämligen en direkt kopia från Skam.
- Scenen där de står i trappan med soffor och bråkar om vem som ska backa med soffan är baserat på en episod från Fleksnes där den möter en motgående bil på en trång väg.
- Sveins (Trond Fausa Aurvåg) julkaksteori är en referens till filmen Se7en.
- Scenen där Timian möter tvillingarna på gången är inspirerad av skräckfilmen The Shining från 1980 .
- Scenen där Svein och Nanna tittar på videon av mördaren, och Svein vill gå runt hörnet i bilden och göra det skarpare, kommer från kriminalserien CSI: Crime Scen Investigation.
- Scenen där Timian blir förhörd och Svein lägger orden i munnen på honom, är en direkt referens till Making a Murderer.
- Scenen där Svein och Nanna grälar om vems lik det är, är en konkret referens till Bron.
- Väldigt långa och invecklade förklaringar på vad någon har gjort kommer från Hotel Cæsar.[4]
- Musiken och de visuella effekterna är starka referenser till Stranger Things.
- Handlingen i säsong 2 är inspirerad av Män som hatar kvinnor.
- Puttis (Kevin Vågenes) scener i säsong 2 är referenser till Hannibal Lecter från filmen När lammen tystnar.

### Andra framträdanden
- Paret Siri (Kevin Vågenes) och Gabriel uppträder även i NRK:s humorserie "Parterapi".[6]